# Sopwith Snipe
Sopwith 7F.1 Snipe — британский одноместный истребитель времён Первой мировой войны.

## Лётно-технические характеристики
- Размах крыла: 9,47 м
- Длина: 6,04 м
- Высота: 2,51 м
- Площадь крыла: 25,17 м²
- Масса
  - пустого самолета: 595 кг
  - нормальная взлетная: 916 кг
- Тип двигателя: 9-цилиндровый двигатель Bentley BR.2
- Мощность: 230 л. с.
- Максимальная скорость: 195 км/ч
- Крейсерская скорость: 176 км/ч
- Продолжительность полета: 3 ч
- Практический потолок: 5945 м
- Экипаж: 1 чел.
- Вооружение: 2 синхронизированных 7,7-мм пулемёта Vickers, до 4-х 11,3-килограммовых бомб